# Wijken en buurten in Ooststellingwerf
De Nederlandse gemeente Ooststellingwerf is voor statistische doeleinden onderverdeeld in wijken en buurten. De gemeente is verdeeld in de volgende statistische wijken:
- Wijk 00 Oosterwolde (CBS-wijkcode:008500)
- Wijk 01 Donkerbroek (CBS-wijkcode:008501)
- Wijk 02 Makkinga (CBS-wijkcode:008502)
- Wijk 03 Oldeberkoop (CBS-wijkcode:008503)
- Wijk 04 Haulerwijk (CBS-wijkcode:008504)
- Wijk 05 Appelscha (CBS-wijkcode:008505)

Een statistische wijk kan bestaan uit meerdere buurten. Onderstaande tabel geeft de buurtindeling met kentallen volgens het Centraal Bureau voor de Statistiek (2008):
| CBS-buurtcode | Buurtnaam                     | Inwonertal | Opp. totaal (ha) | Opp. land (ha) | Ligging                |
| ------------- | ----------------------------- | ---------- | ---------------- | -------------- | ---------------------- |
| BU00850000    | Oosterwolde                   | 9350       | 396              | 392            | Locatie in de gemeente |
| BU00850008    | Industriepark Oosterwolde     | 40         | 56               | 55             | Locatie in de gemeente |
| BU00850009    | Verspreide huizen Oosterwolde | 600        | 2727             | 2700           | Locatie in de gemeente |
| BU00850100    | Donkerbroek                   | 1190       | 68               | 67             | Locatie in de gemeente |
| BU00850101    | Haule                         | 440        | 138              | 138            | Locatie in de gemeente |
| BU00850108    | Verspreide huizen Donkerbroek | 710        | 2178             | 2160           | Locatie in de gemeente |
| BU00850109    | Verspreide huizen Haule       | 230        | 1376             | 1374           | Locatie in de gemeente |
| BU00850200    | Makkinga                      | 630        | 58               | 58             | Locatie in de gemeente |
| BU00850201    | Elsloo                        | 410        | 76               | 76             | Locatie in de gemeente |
| BU00850202    | Langedijke                    | 300        | 464              | 464            | Locatie in de gemeente |
| BU00850208    | Verspreide huizen Makkinga    | 400        | 1600             | 1595           | Locatie in de gemeente |
| BU00850209    | Verspreide huizen Elsloo      | 240        | 1721             | 1707           | Locatie in de gemeente |
| BU00850300    | Oldeberkoop                   | 1160       | 110              | 110            | Locatie in de gemeente |
| BU00850301    | Nijeberkoop                   | 60         | 13               | 13             | Locatie in de gemeente |
| BU00850302    | Verspreide huizen Nijeberkoop | 200        | 1144             | 1132           | Locatie in de gemeente |
| BU00850309    | Verspreide huizen Oldeberkoop | 410        | 1754             | 1744           | Locatie in de gemeente |
| BU00850400    | Haulerwijk                    | 2980       | 219              | 215            | Locatie in de gemeente |
| BU00850401    | Waskemeer                     | 560        | 38               | 37             | Locatie in de gemeente |
| BU00850408    | Verspreide huizen Haulerwijk  | 290        | 768              | 764            | Locatie in de gemeente |
| BU00850409    | Verspreide huizen Waskemeer   | 310        | 527              | 526            | Locatie in de gemeente |
| BU00850500    | Appelscha                     | 4180       | 491              | 483            | Locatie in de gemeente |
| BU00850501    | Ravenswoud                    | 280        | 30               | 29             | Locatie in de gemeente |
| BU00850502    | Fochteloo                     | 310        | 158              | 158            | Locatie in de gemeente |
| BU00850504    | Oud Appelscha                 | 390        | 85               | 85             | Locatie in de gemeente |
| BU00850507    | Verspreide huizen Appelscha   | 500        | 3403             | 3391           | Locatie in de gemeente |
| BU00850508    | Verspreide huizen Ravenswoud  | 140        | 1222             | 1198           | Locatie in de gemeente |
| BU00850509    | Verspreide huizen Fochteloo   | 100        | 1788             | 1746           | Locatie in de gemeente |